# Peter Svensson
Anders Peter Svensson (Huskvarna, 18 ottobre 1974) è un musicista e produttore discografico svedese.

## Carriera
È conosciuto in particolare come chitarrista e autore del gruppo musicale pop rock The Cardigans, di cui ha fondato il gruppo nel 1992.
Nel 1998 ha pubblicato un lavoro a nome Paus realizzato con il connazionale Joakim Berg dei Kent, mentre nel 2001 ha collaborato come autore e produttore con Titiyo per l'album Come Along.
Nel corso della sua carriera ha lavorato come autore e/o produttore anche per artisti come One Direction, Ariana Grande, Eagle-Eye Cherry, Vicci Martinez, Avril Lavigne, Lisa Miskovsky, Leona Lewis, Icona Pop, Tessanne Chin, Emblem3 e Carolina Liar.